# Château Bouscaut
Château Bouscaut es una finca productora de vino en la región vinícola de Burdeos en Francia y, dentro de ella, en la AOC Pessac-Léognan de Graves. Fue clasificada entre los primeros crus de vino tinto en la Clasificación del vino de Graves de 1953 y 1959. La bodega y los viñedos se encuentran al sur de la ciudad de Burdeos, en la comuna de Cadaujac. 
Además de un tinto y un blanco seco Grand vin produce también el segundo vino Les Chênes de Bouscaut.